# Тюленев, Игорь Николаевич
И́горь Никола́евич Тюленев (род. 31 мая 1953, пос. Н-Ильинский Нытвенского района Пермской области) — русский советский поэт. Член Союза писателей России (1989). Секретарь правления Союза писателей России с 2004 года. Лауреат премии «Имперская культура» имени поэта Э. Володина (2012). Кавалер ордена Ф. Достоевского I степени (2010). Лауреат сайта «Российский писатель» в номинации «Поэзия» (2016). Почётный гражданин Новоильинского городского поселения Пермского края. 

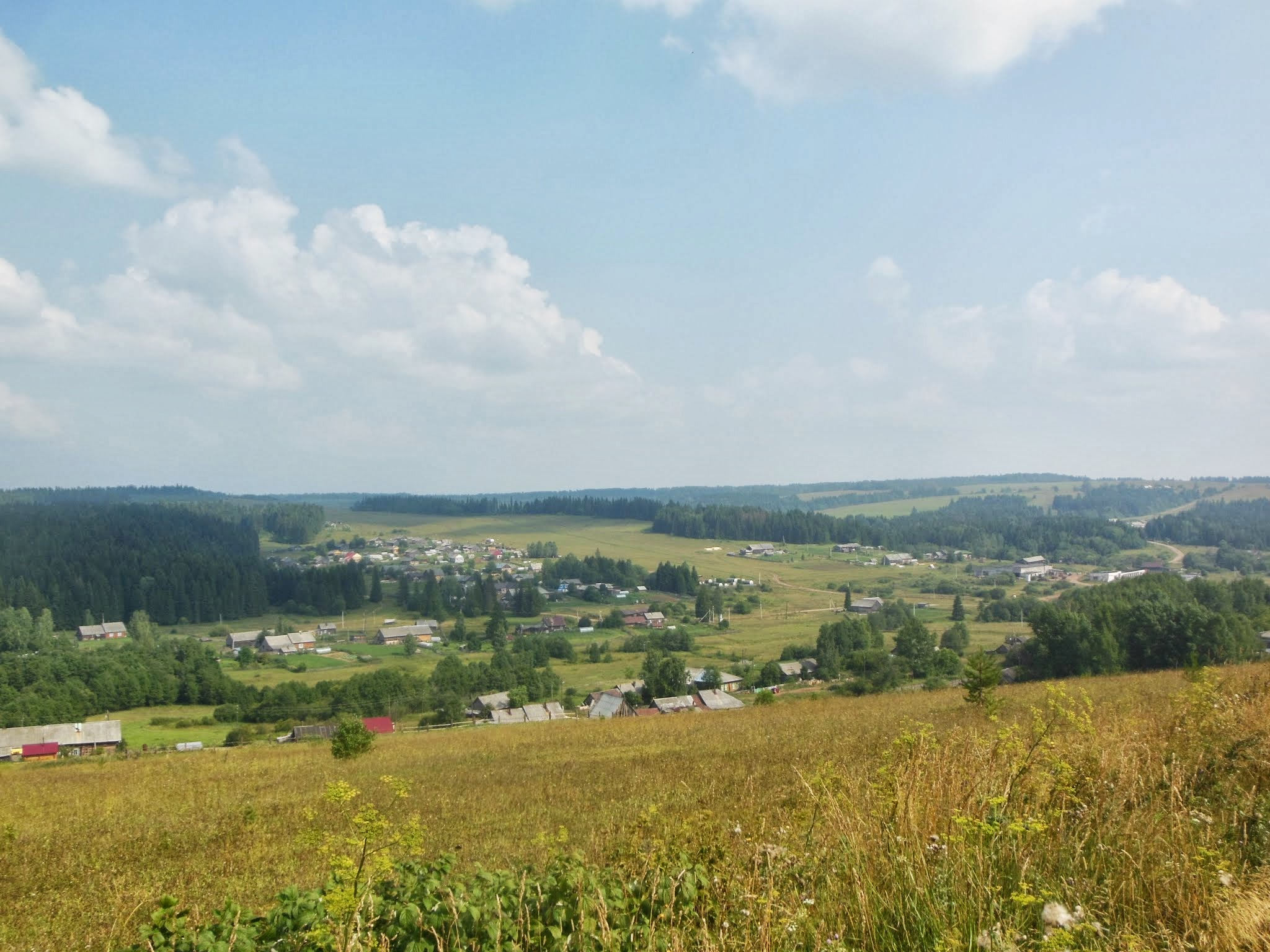
Окрестности Нытвенского района Пермской области, малой родины Игоря Тюленева.

```
Отцовскую шляпу надену,
И шляпа сидит по уму.
На русскую выйду арену:
Как шляпа подходит ему!

Подходит Байкал мне и Кама,
И профиль скалистый в Крыму.
Шаляпинская фонограмма.
Я тоже так рявкнуть могу!

По мне сталинградские степи,
С расплавленной вражьей бронёй.
По мне пролетарские цепи
И те, кто был скован со мной.

И меркнет буржуйское семя,
Когда я в кабак захожу.
По мне это подлое время.
И тяга страны к мятежу.

Стихии железной глаголы
Стопой обопрутся на ять!
Беднейшие братья монголы,
Нас скальпы научат снимать.

Напомнят, как делают чаши
Из срубленных вражьих голов.
На свете нет Родины краше!
И этих доходчивых слов!

```

## Биография
Родился на Урале в посёлке Новоильинский Пермской области в семье Тюленева Николая Ивановича и Ивановой Веры Андреевны.
Юность поэта прошла в Перми, где он окончил Пермский строительный техникум.
Работал на заводах ВПК (военно-промышленного комплекса), был редактором заводского радио и журналистом областных газет. Некоторое время работал в Башкирии. В 1991 году с отличием закончил Высшие литературные курсы при Литинституте (Руководитель творческого семинара — Юрий Кузнецов).
Игорь Тюленев публиковался журналах «Молодая гвардия», «Студенческий меридиан», «Молодёжная эстрада», «Наш современник», «Урал», «Подъём», «День и ночь», «Луч»; в альманахах «Истоки», «Поэзия», «Слово»; в коллективных сборниках «Весенние голоса», «Багульник», «Турнир»; в советско-болгарском журнале «Дружба» и др. Стихи поэта печатались в периодике Санкт-Петербурга и Омска, Калуги и Воронежа, Екатеринбурга и Самары; в журналах Казахстана, Карелии, Алтая, Башкирии, Татарстана, Удмуртии, Якутии, Ставропольского края.
Игорь Николаевич Тюленев является автором многих сборников стихов: «Братина» (1983), «Кольчуга» (1988), «Огненная птица» (1989), «Небесная Россия» (1993), «Аргунское ущелье» (2001) и др.
О творчестве поэта писали критики и литераторы: В. Курбатов, М. Лобанов, Ю. Кузнецов, В. Бондаренко, В. Сорокин, Н. Дмитриев, Л. Котюков, В. Еременко, С. Небольсин и др.
Многие сборники стихов и поэтические публикации Игоря Тюленева отмечены литературными премиями.
Поэт Игорь Тюленев является:
- лауреатом журнала «Молодая гвардия» за лучшую поэтическую публикацию (1987);
- победителем на турнире молодых поэтов Урала в Свердловске (1988);
- лауреатом Всесоюзного литературного конкурса им. Николая Островского (золотая медаль) (1988);
- лауреатом газеты «Литературная Россия» за лучшую поэтическую публикацию (1994);
- лауреатом премии Союза писателей России «Традиция»(1995);
- лауреатом премии им. Фатиха Карима (Республика Башкортостан) в номинации «Русская литература» (1996);
- лауреатом журнала «Наш современиик» за лучшую поэтическую публикацию «Альфа и Омега на цепи» (недоступная ссылка) (1999);
- лауреатом областной премии в области культуры и искусства (г. Пермь) за книгу стихов «На русской стороне» (1999);
- лауреатом Всероссийской литературной премии им. Л. К. Татьяничевой (2009);
- лауреатом журнала «Наш современник» за цикл стихов«Мы с Державой не простились…» (2012);
- лауреатом сайта «Российский писатель» в номинации «Поэзия» за поэтическую подборку "Жизнь моя – судьба поэта..." (2016);
- лауреатом VIII Международного славянского литературного форума «Золотой Витязь» (2017).

Стихи Игоря Тюленева вошли в учебные пособия для школьников и студентов Bузов:
- «Современная русская литература. 90-е годы XX века» (2002);
- хрестоматия «Современная русская литература 1991—2004 гг.» (2005);
- хрестоматия по литературному краеведению «Родное Прикамье» (2001).

Творчество поэта за последние годы представлено:
- в антологии русской критики «Российские дали» т.4 (2007);
- юбилейном альманахе «День поэзии» (2007);
- альманахе «День поэзии»(2006);
- во всеобщей энциклопедической антологии «Душа России. Пятнадцать веков русской поэзии»(2005);
- в антологии «Русская поэзия XX век» / под ред. В. Кострова. — М.: ОЛМА-ПРЕСС, 1999. — 926 с./;
- в антологии «Русская поэзия. XXI век». / под ред. Г. Красникова.- М.: ВЕЧЕ, 2010. — 464 с.: ил.;
- в альманахах «Академия поэзии 2007»;
- «Академия поэзии 2008»;
- «Академия поэзии 2009».

Является одним из членов жюри поэтического фестиваля «Словенское поле».

## Творчество
- Первое стихотворение написал в 19 лет.

- Первая публикация увидела свет в районной газете города Белебея Башкирской Республики (1976), когда Игорю Тюленеву было 23 года.

- Участник VIII Всесоюзного совещания молодых писателей в Москве в 1984 году.
- Председатель секции молодых поэтов литобъединения при Пермском отделении Союза писателей РСФСР.

- На проходившем в 1987 году в Перми выездном семинаре Всесоюзного заочного литобъединения, созданного на базе редакции по работе с молодыми авторами московского издательства «Молодая гвардия», Игорь Тюленев стал Победителем поэтического турнира молодых поэтов.

Юрий Кузнецов:
... В его стихах ветвится ствол характера и судьбы. Если его судьба принадлежит ему, то его судьба неотделима от судьбы Родины. <...> Игорь Тюленев настоящий поэт. Кроме того, что он родился человеком действия, он ещё родился и поэтом, а действие поэта — это Слово. В нём счастливо сочетаются и человек, и поэт. В жизни он ведёт себя, как поэт, а в Стихах ведёт себя, как в жизни. Игорь очень похож на русского богатыря типа Василия Буслаева. Хорошо, что он своё богатырство направляет в Православное Русло. Дай Бог ему сил!

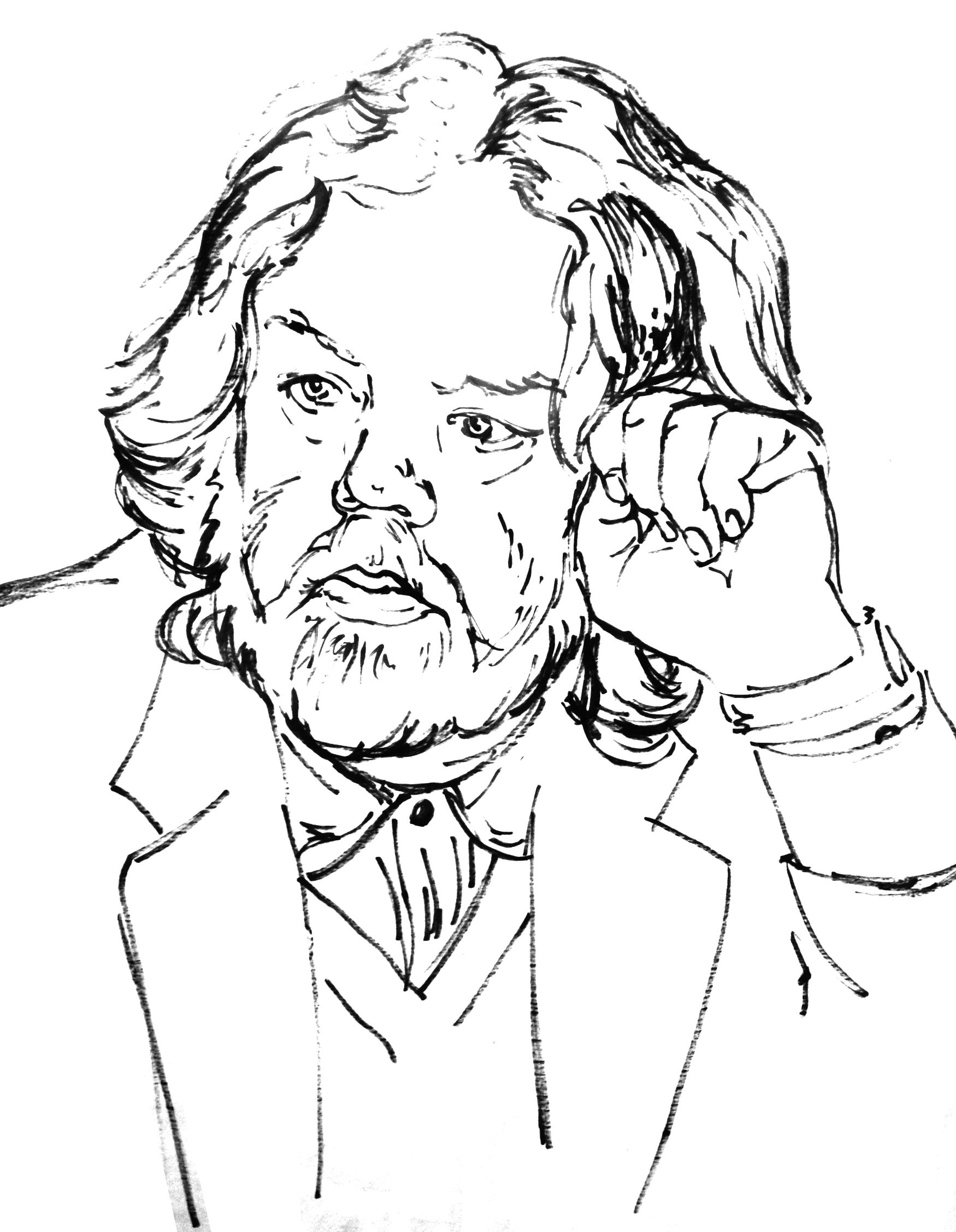
Игорь Тюленев. Портрет. Бумага и фломастер. 2015. Художник: Сергей Подрез.

- В 2001 году награждён медалью «Маршал Советского Союза Г. К. Жуков».
- Игорь Николаевич Тюленев — участник XXV Парижского Книжного Салона во Франции (2005) и XIII Международной книжной ярмарки в Пекине (2006).
- В 2010 году удостоен ордена Ф. Достоевского.

Книги поэта выставлялись:
- на Московской международной книжной ярмарке (2004, 2005).
- на 25 Парижском Книжном Салоне во Франции (2005),
- на XIII Международной книжной ярмарке в Пекине (2006);
- на Международных книжных ярмарках в Женеве (2007) и Дели (2008).

Стихи Тюленева печатались в Канаде, Франции, Бельгии, Германии, Польше, Болгарии.
Живёт и работает Игорь Николаевич Тюленев в Перми.

## Книги стихов
- Игорь Тюленев Братина: Стихи. [Худож. В. Юдин] — М.: Молодая гвардия, 1983 . — 36 с.
- Игорь Тюленев В родительском доме: Стихи. — М.: Современник, 1988 . — 84 с. ISBN 5-270-00194-2
- Игорь Тюленев Кольчуга: Стихи. — Пермь, Книжное издательство, 1988. — 46 с. (Лит. Прикамье. ЛП) ISBN 5-7625-0126-4
- Игорь Тюленев Огненная птица: Стихи. — М.: Молодая гвардия, 1989. — 32 с.
- Игорь Тюленев В честь дней высоких: Стихи. — М., Голос, 1992. — 12 с.
- Игорь Тюленев Небесная Россия: Стихи. — Пермь, Б. И., 1993. — 130 с.
- Игорь Тюленев Лирика: Стихи. — France, MARCHAL, 1994. — 48 с., ил.
- Игорь Тюленев Люби нас, мать сыра-земля: Стихи. [Худож. И. Коваль]. — Пермь: Полиграфист ПМ, 1996. — 176 с., ил.
- Игорь Тюленев На русской стороне: Стихи. — М., Концерн «Литературная Россия», 1998. — 168 с., ил.
- Игорь Тюленев Карта неба: Стихи. — М., «Литературная Россия», 2000. — 50 с. (Библиотека писателей Ставрополья для школьников) (Писатель и эпоха. XX век) ISBN 5-7809-0092-2
- Игорь Тюленев На троих. Созвездие отца": Стихи. — М.: Голос, 2000. — 100 с.
- Игорь Тюленев Аргунское ущелье: Военные стихи. — М.: Литрос, 2001. — 80 с., ил. автора.
- Игорь Тюленев Предгрозовые ласточки: Стихи. — Серия «Поэты России. XXI век», Пермь: Реал, 2002. — 128 с., с ил.
- Игорь Тюленев Засекреченный рай: Стихотворения. Поэмы. — М.: Голос-Пресс, 2002. — 304 с., ил. ISBN 5-7117-0330-7
- Игорь Тюленев Русский бумеранг: Стихотворения. [Предисл. Кузнецов Ю. П.]— М.: Молодая гвардия, 2005. — 330(6)с. (Библиотека лирической поэзии) (Золотой жираф) ISBN 5-235-02782-5
- Игорь Тюленев В живом строю: Избранное. — Пермь: Пермская областная универсальная библиотека им. А. М. Горького, 2006. — 80 с. (Библиотека популярной карманной энциклопедии Пермского края)
- Игорь Тюленев Альфа и Омега на цепи: Избранные стихотворения. [худож. А. В. Морозова] — М.: Голос-Пресс, 2008. — 464 с., ил. (Современная русская поэзия) ISBN 978-5-7117-0514-7
- Игорь Тюленев И только Слово выше Света: Избранное. — М.: Редакционно-издательский дом «Российский писатель», 2012. — 336 с., ил. авт. (Серия «Современная русская поэзия»)
- Игорь Тюленев В берегах славянства: Избранное. — Пермь: Пермский писатель, 2016. — 328 с.: ил., портр. (Антология пермской литературы; т. 19) ISBN 978-5-9908566-3-9

## Цитаты
Я работал в заводской многотиражке, в газете «Молодая гвардия». Печатался в журналах. Тогда платили нормально. И сейчас платят, но меньше. И не во всех журналах, у каждого из них своя политика. Хотя я печатаюсь много. Раньше было издательство «Советский писатель». Там платили двойной гонорар. В других журналах, к примеру, платили 2 рубля за строчку, а в «Писателе» — 4. Гонорар ещё зависит от тиража: чем он больше, тем больше оплата. Плюс к этому Литфонд оплачивал творческие командировки. Мне и детям билеты бесплатно, жене — за 50 %. Ещё одна привилегия — если ты в творческом застое, то тоже платили: семью-то кормить надо. Особенно хорошо платили прозаикам. Но москвичи всё это перехватывали, нам ничего не оставалось. Поэтому приходилось работать в основном там, где можно писать, например, возглавлять пресс-службу какого-нибудь завода.
— «Пермский обозреватель», №14 (941) 11 апреля 2017

Когда я начал писать стихи, слова «Россия», «Русь», «русский» совершенно естественно вошли в мой лексикон. Но даже те пермские пииты, которые, кстати, сейчас здравствуют и кричат «Слава России!», в страхе хватали меня за рукав: «Зачем ты употребляешь эти термины?!»
— Газета «Звезда». Игорь Тюленев: «Без поэзии и России жить не могу».

## Награды
- награждён Министерством культуры Российской Федерации памятной медалью «100-летие А. Т. Твардовского»;
- премия «Имперская культура» (2012) за книгу стихов «И только Слово выше Света»;
- Орден Федора Достоевского I степени (2010);
- юбилейная медаль Юрия Гагарина «50 лет космонавтике»;
- награждён Правительством Москвы медалью за вклад в подготовку празднования 65-летия Победы в Великой Отечественной войне;
- награждён директором Федеральной пограничной службы России именными часами — за поэму «Аргунское ущелье», за поездку на Кавказ и за выступления на боевых заставах (2001);
- медаль «Маршал Советского Союза Жуков» (2001);
- нагрудный знак «Юбилейная Пушкинская медаль».

## Публикации
- Литературный журнал «Урал» 2006, № 2
- Литературный журнал «Урал» 2009, № 5
- «Российский писатель»: Игорь Тюленев ПУТЕШЕСТВИЕ ИЗ ПЕТЕРБУРГА В ПЕРМЬ
- «Российский писатель»: Игорь Тюленев ПРИВЕТ ОТ СЕВЕРНОГО «ГОРЦА»
- «Российский писатель»: Игорь Тюленев: стихи
- «День литературы», газета русских писателей: Игорь Тюленев «Ветка омелы»